# IBM Model M
IBM Model M è il nome con cui viene indicata una serie di tastiere per computer, prodotta in origine da IBM (e in seguito anche da altri produttori) a partire dal 1985. La maggior parte dei modelli della serie Model M utilizza la tecnologia Membrane Buckling Spring, ideata da Edwin T. Coleman nel 1983 e brevettata da IBM nello stesso anno.
I modelli della serie Model M sono famosi per il loro rumore di funzionamento, dovuto al meccanismo Membrane Buckling Spring, e per la loro solidità. Ogni modello della serie Model M, inoltre, presenta sul retro un adesivo con sopra indicati un numero identificativo unico e la data di produzione del modello stesso.
Alcuni dei modelli della serie Model M sono attualmente prodotti e venduti, seguendo le specifiche dei modelli originali IBM, dalla società americana Unicomp.

## Storia
La serie Model M nasce come tentativo da parte di IBM di proporre una serie di tastiere in linea con gli standard di qualità della serie Model F, ma più economica da realizzare.. I primi esemplari della serie Model M vengono prodotti verso la metà del 1985 negli stabilimenti IBM di Lexington, Greenrock e Guadalajara. Il primo modello prodotto è la IBM Enhanced Keyboard, affiancata nello stesso anno dalla IBM 122-key terminal keyboard: un modello Enhanced Keyboard a 122 tasti riservato ai terminali. Nel 1987, IBM avvia la produzione di un altro modello della serie M, stavolta di dimensioni ridotte, chiamato Space Saving Keyboard. A seguire, nel 1990 IBM rilascia sul mercato la IBM Selectric Touch Keyboard, una versione a basso costo della Enhanced Keyboard prodotta fino a quel momento, costruita con plastiche più sottili e molle più leggere rispetto alla Enhanced Keyboard originale.
Il 27 marzo del 1991 IBM cede la divisione dei prodotti per l’ufficio, responsabile della produzione della serie Model M, al fondo d’investimento Clayton, Dubilier & Rice, Inc. La manovra porta alla nascita di Lexmark, che da quel momento diventa il produttore della serie Model M a marchio Lexmark e, in esclusiva per cinque anni, anche - e soprattutto - a marchio IBM. La produzione delle tastiere resta vincolata agli stabilimenti di Lexington, Greenrock e Guadalajara.
Il 27 marzo del 1996 scade il contratto di esclusiva con IBM, e Lexmark inizia a produrre i modelli della serie Model M anche per altri acquirenti esterni. A causa degli scarsi risultati economici e delle conseguenti pressioni del suo partner economico IBM, Lexmark cede i brevetti e parte della catena di produzione ad un gruppo interno di dipendenti. Viene fondata così a Lexington, nell’aprile del 1996, la società Unicomp, che rimane partner di IBM nella produzione di tastiere Model M fino al 1999. IBM, nel 1996, riacquisisce inoltre da Lexmark gli stabilimenti di Greenrock e Guadalajara, e subappalta quest’ultimo alla società americana Maxiswitch per la produzione esclusiva del modello Trackpoint II. A causa anche delle scarse vendite dei modelli prodotti in Messico, IBM si ritrova poi costretta a chiudere nel 1998 la sede di Guadalajara. Nel 1999 seguono anche la chiusura della sede di Greenrock e la fine della partnership con Unicomp. In seguito agli eventi del 1999, IBM smette di produrre e di vendere i modelli della serie Model M.
Al giorno d’oggi, alcuni dei modelli della serie Model M sono venduti e prodotti da Unicomp seguendo le specifiche costruttive dei modelli IBM, seppure commercializzati con una nomenclatura diversa rispetto a quella originale.

## Design e materiali

### Telaio
Nel corso degli anni sono stati prodotti vari modelli di tastiere Model M, ma la maggior parte di essi condivide la stessa base costruttiva e gli stessi materiali, a prescindere dal layout utilizzato e dal numero di tasti a disposizione. Il colore tipico dei modelli della serie M prodotti da IBM e da Lexmark è il grigio industriale, ma esistono anche delle varianti in grigio ghiaia riscontrabili in alcuni modelli della linea Space Saving Keyboard. Sono stati prodotti anche alcuni modelli con telaio nero, colorazione esclusiva della linea Trackpoint II e dei modelli Space Saver II. Modelli in altre colorazioni, come ad esempio bianco o grigio perla, sono stati prodotti in seguito da Unicomp.
I modelli della serie M sono famosi per la loro solidità costruttiva. Il telaio che ospita la tastiera è composto da due parti: un alloggiamento inferiore, realizzato in ABS o in una mistura di ABS e policarbonato, nel quale è presente anche una piastra d’acciaio il cui spessore varia a seconda dell’anno di produzione e del modello, e una maschera superiore realizzata in ABS, il cui spessore varia a seconda del modello e dell'anno di produzione, agganciata all’alloggiamento inferiore grazie a quattro viti da 5.5 mm.Il peso dei modelli della serie M oscilla tra gli 1.5 e i 2.5 kg. Esistono anche modelli più economici privi della lastra d’acciaio, prodotti principalmente da Lexmark e da Maxiswitch, che arrivano a pesare fino ad un massimo di 0.9 kg.

### Tasti
I modelli della serie Model M presentano, sin dalle loro prime incarnazioni, tasti rimovibili dotati di indicazioni visive impresse tramite sublimazione termica. I tasti sono realizzati in polibutilentereftalato (PBT), e generalmente hanno una colorazione grigio ghiaia, con i caratteri speciali contraddistinti da una tonalità di grigio più scura rispetto a quella dei caratteri alfanumerici. Esistono anche alcuni modelli che utilizzano tasti in PBT con caratteri stampati a tampone: ne sono due esempi la IBM Trackpoint II nera e la IBM SpaceSaver II, due modelli caratterizzati da tasti neri con indicazioni visive bianche.
Il numero dei tasti varia a seconda dei modelli. In generale, la maggior parte dei modelli con tastierino numerico prodotti da IBM, da Maxiswitch, e da Lexmark presenta un layout a 101 o 102 tasti per le versioni ANSI, e da 102 o 103 tasti per le versioni ISO; quelli prodotti da Unicomp, invece, hanno un tasto in più: il tasto Windows, introdotto dagli altri produttori solo su un numero limitato di modelli.
| Modello (IBM)            | Numero di tasti | Numero di tasti |
| Modello (IBM)            | ISO             | ANSI            |
| ------------------------ | --------------- | --------------- |
| Enhanced Keyboard        | 102/103         | 101/102         |
| Space Saving Keyboard    | 85              | 84              |
| SpaceSaver II Keyboard   | 85 (+3)         | 84 (+3)         |
| Selectric Touch Keyboard | 102             | 101             |
| Trackpoint II Keyboard   | 103 (+2)        | 102 (+2)        |
| Adjustable Keyboard      | -               | 89 (+17)        |

I tasti della serie Model M sono noti per il loro meccanismo denominato Membrane Buckling Spring. Questo meccanismo a molla è noto per la sua longevità e per il suo feedback acustico e tattile molto pronunciato. Esistono, tuttavia, anche alcuni modelli esclusivamente a membrana e altri dotati di molle lubrificate, concepiti per essere meno rumorosi rispetto ai modelli tradizionali della serie Model M. 

### Connettività
I modelli prodotti da IBM fino al 1987 utilizzano un'interfaccia IBM PC/AT, PC/XT o RJ-45, mentre quelli prodotti da quell’anno in poi utilizzano un’interfaccia di connessione PS/2. Il cavo dei modelli prodotti fino al 1993 è un cavo rimovibile, a spirale, lungo dagli 1.5 ai 3 metri. Dal 1994 in poi, per ridurre i costi di produzione, viene utilizzato invece un cavo piatto non rimovibile.
A partire dal 1999, Unicomp introduce su alcune delle sue tastiere lo standard di connessione USB, ma al giorno d'oggi continua comunque a produrre alcuni modelli con collegamento PS/2. Il cavo montato di serie sulle Model M prodotte da Unicomp è un cavo liscio rimovibile lungo 1.8 m; è possibile però acquistare separatamente anche un cavo con interfaccia PS2 a spirale, simile a quello prodotto da IBM nei modelli antecedenti al 1993.

## Tecnologia Buckling Spring
La tecnologia Membrane Buckling Spring utilizzata sui modelli della serie Model M nasce come alternativa più economica alla tecnologia Capacitive Buckling Spring, utilizzata nella precedente serie Model F. La tecnologia Capacitive Buckling Spring nasce, a sua volta, come alternativa più economica alla precedente tecnologia Beam Spring.

### Brevetto Buckling Spring originale
Il meccanismo originale, brevettato nel 1971 da Richard Hunter Harris, prevedeva una molla dritta elettrificata, ospitata all’interno di un cilindro conduttore collegato ad un circuito, agganciata in alto ad un tasto della tastiera che scorre all’interno del cilindro, e in basso ad un meccanismo di ancoraggio fissato sul circuito stampato della tastiera. Premendo il tasto, la molla avrebbe dovuto piegarsi e fare contatto con il cilindro, completando in questo modo il circuito e trasferendo l’input al controller della tastiera. Questo design non venne però mai implementato perché soggetto a problemi di rimbalzo della molla, che in fase di distensione poteva estendersi in maniera non voluta e completare di nuovo il circuito, generando potenziali input involontari non prevedibili.

### Capacitive Buckling Spring

Illustrazione animata del funzionamento del meccanismo Capacitive Buckling Spring

Brevettato nel 1977 da Richard Hunter Harris, è il meccanismo utilizzato sulle tastiere della serie Model F. La tecnologia Capacitive Buckling Spring, rispetto alla tecnologia Beam Spring, è più economica e più semplice da realizzare, e permette di implementare tasti dal profilo più basso.
Rispetto al brevetto originale, la molla inserita nel cilindro non è più né dritta né elettrificata, bensì leggermente piegata, e non è più agganciata in basso ad un punto di ancoraggio fisso, ma ad un martelletto basculante realizzato in plastica conduttiva. Quando il tasto viene premuto la molla si piega, viene sollevata l'estremità del martelletto attaccata alla molla e si abbassa l'altra estremità. Così facendo, l'estremità conduttrice del martelletto entra in contatto con un cuscinetto capacitativo posto sul circuito stampato della tastiera, e in questo modo crea un cambiamento di capacità elettrica, che viene riconosciuto dal controller della tastiera come segnale che indica la pressione di un tasto. Una volta rilasciato il tasto, la molla si distende, e il martelletto ritorna in posizione di riposo.
Il meccanismo così costruito richiede una forza d’attuazione di circa 65g, e può sopportare fino a cento milioni di pressioni per tasto.

### Membrane Buckling Spring

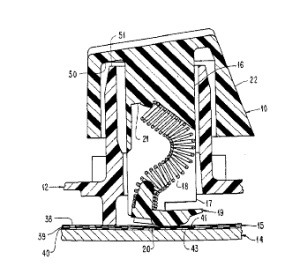
Illustrazione grafica del meccanismo Membrane Buckling Spring

La tecnologia Membrane Buckling Spring nasce come revisione più economica della tecnologia Capacitive Buckling Spring. Venne progettata nel 1983 da Edwin T. Coleman, e brevettata da IBM nel corso dello stesso anno. È la tecnologia più famosa della famiglia buckling spring, nonché quella più utilizzata dai produttori di tastiere a molla. A differenza della versione capacitive, utilizzata solo da IBM, la tecnologia Membrane è stata usata anche da altre aziende, come Unicomp, Lexmark, Maxiswitch e AT&T.
Sul piano del funzionamento, la tecnologia Membrane Buckling Spring presenta molte caratteristiche in comune con la tecnologia Capacitive Buckling Spring che l’ha preceduta. Anche in questo caso, è presente una molla leggermente piegata alloggiata all’interno di un cilindro, agganciata in alto ad un tasto della tastiera che scorre dentro alla struttura, ed in basso ad un martelletto basculante. A differenza di quanto accadeva nella tecnologia precedente, però, il martelletto non è più realizzato in plastica conduttiva, e non viene più utilizzato per trasferire il segnale elettrico direttamente al PCB. Sotto il martelletto è presente una membrana di plastica contenente parti di circuito stampato, che una volta colpita dal martelletto si abbassa ed entra in contatto con il PCB della tastiera, chiudendo così il circuito e inviando al controller della tastiera il segnale che indica la pressione del tasto. Una volta rilasciato il tasto, la molla si distende, il martelletto si alza e torna in posizione di riposo, la membrana si solleva e il circuito viene aperto di nuovo, terminando così l’invio del segnale.
La tecnologia a membrana nasce per ragioni economiche: la produzione di una tastiera con queste caratteristiche, infatti, costa la metà rispetto a quella di una tastiera con tecnologia Capacitive Buckling Spring. Sempre per ragioni economiche, ma anche per questione di adattamento al nuovo meccanismo, resta inalterata la lunghezza delle molle utilizzate ma viene ridotto il loro numero di bobine, e viene inoltre utilizzato un martelletto di dimensioni più contenute. Il meccanismo così costruito è più silenzioso e più economico rispetto al modello capacitativo, ma è anche meno resistente poiché la membrana utilizzata è soggetta ad un’usura superiore rispetto a quella del circuito stampato.
La tecnologia a membrana è testata per circa 25 milioni di pressioni per tasto, ed ogni pressione richiede una forza d’attuazione di circa 70g perché il segnale venga processato.

## Modelli

### IBM Enhanced Keyboard

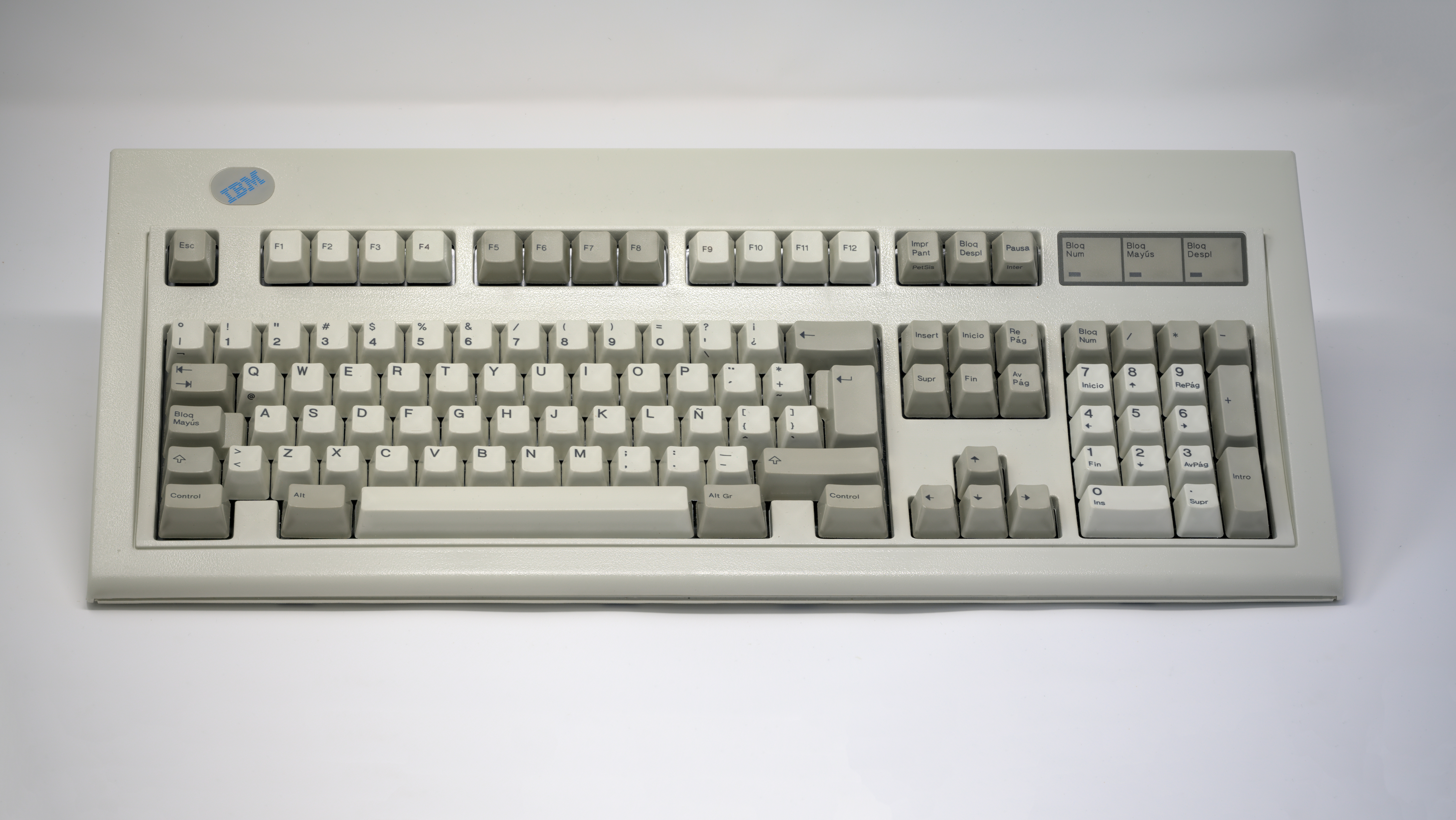
IBM Model M Enhanced Keyboard di prima generazione con layout ANSI.

La IBM Enhanced Keyboard è la tastiera più conosciuta della serie Model M, nonché la prima ad essere stata introdotta sul mercato. Tra il 1985 e il 1999, IBM ha prodotto quattro generazioni diverse di Enhanced Keyboard. I modelli della quarta generazione sono attualmente prodotti e venduti da Unicomp con il nome di Unicomp Classic Keyboard.

#### Prima Generazione (1985 - 1989)
I modelli della prima generazione sono stati prodotti da IBM dal 1985 al 1989. La produzione della Enhanced Keyboard inizia a metà del 1985, con i primi modelli destinati ad essere venduti insieme ai terminali IBM 3161. I primi modelli per terminali presentano un layout a 102 tasti per le versioni ANSI, e un layout a 103 tasti per le varianti ISO; vennero inoltre prodotti nello stesso anno, ma in un secondo momento, modelli per terminali con layout ISO e ANSI a 122 tasti. Questi modelli montano tutti un cavo rimovibile a spirale lungo dagli 1.5 ai 3 metri.
I primi modelli per personal computer arrivano sul mercato nel 1986, acquistabili solo insieme all’IBM 7531 Industrial PC. Questi modelli presentano diverse interfacce di connessione proprietarie, tra le quali figurano la IBM PC/XT, la PC/AT, e la XT/286. Il numero di tasti inoltre passa a 101 per le varianti ANSI, e 102 per quelle ISO. Nonostante l’interfaccia di collegamento diversa, anche questi modelli montano un cavo rimovibile a spirale.
I modelli della prima generazione presentano una lastra d’acciaio sulla base più spessa rispetto a quelle apparse dalla seconda generazione in poi. Sui tasti verticali più grandi, i modelli della prima generazione presentano inserti stabilizzatori in plastica ABS e barre laterali stabilizzatrici in ferro; sui tasti orizzontali più grandi sono presenti invece solo gli inserti in ABS.
La produzione dei modelli di prima generazione cessa nel 1989, due anni dopo l’inizio della produzione dei modelli di seconda generazione. La prima generazione è stata prodotta esclusivamente da IBM.

#### Seconda Generazione (1987 - 1992)
La produzione dei modelli di seconda generazione inizia nel 1987, nonostante IBM stesse ancora producendo i modelli di prima generazione, e termina nel 1992. Sono i primi modelli della linea Model M acquistabili singolarmente sul mercato: fino a quel momento, i modelli di prima generazione potevano essere comprati solo insieme a determinati computer IBM.
Rispetto alla generazione precedente, i modelli prodotti in questo periodo montano una lastra d’acciaio più sottile, risultando nel complesso più leggeri rispetto ai loro predecessori. A differenza dei modelli per computer precedenti, inoltre, quelli di seconda generazione montano un’interfaccia di collegamento standard PS/2. Il cavo utilizzato resta un cavo a spirale rimovibile, lungo dagli 1.5 ai 3 metri. Sul piano della tastiera, si rilevano alcuni cambiamenti interni riguardanti il cablaggio, con il connettore Berg utilizzato per il controller dei led che viene sostituito da un cavo a nastro, e con il doppino originale sostituito da uno più semplice.
Per quanto riguarda i tasti, rimane invariato il conteggio dei vari layout, ma viene rimosso il sistema di barre laterali stabilizzatrici in ferro, usato nella generazione precedente sui tasti grandi verticali, in favore di un ulteriore inserto stabilizzatore in plastica ABS montato sui tasti grandi verticali e orizzontali.
I modelli della seconda generazione sono stati prodotti da IBM fino al 1991 e da Lexmark fino al 1992, seguendo però le specifiche produttive dei modelli IBM.

#### Terza Generazione (1992 - 1999)
I modelli di terza generazione sono stati prodotti da Lexmark tra il 1992 e il 1996, e successivamente da IBM fino al 1999.
Rispetto ai modelli precedenti, gli standard di connessione rimangono invariati, ma il cavo a spirale rimovibile usato fino a quel momento viene sostituito da un cavo piatto fisso, soluzione più economica in fase di produzione.
La scocca della tastiera presenta una serie di fori sul fondo, e nella parte superiore della tastiera sono presenti dei canali di scolo. È una soluzione pensata per ridurre i problemi causati dalla caduta di liquidi sulla tastiera, ed è presente su tutti i modelli della terza generazione tranne quelli prodotti nelle fabbriche di Greenrock. La scocca della tastiera presenta inoltre un alloggiamento per uno speaker nella sua parte posteriore, sebbene sulla maggior parte delle tastiere non sia montato alcun altoparlante. I modelli di questa generazione possono presentare un logo Lexmark o un logo IBM con scritta blu.

#### Quarta Generazione (1995 - in produzione)
La produzione dei modelli di quarta generazione inizia nel 1995, nonostante la presenza sul mercato dei modelli della generazione precedente. I modelli di quarta generazione sono gli unici della serie Enhanced Keyboard attualmente in produzione, e Unicomp ne è l’unico produttore rimasto sul mercato.
I modelli di quarta generazione sono più leggeri rispetto a quelli precedenti. Sulla scocca viene montata una lastra d’acciaio più sottile, che riduce il peso complessivo della tastiera da 2.5 kg a 2 kg. Sul retro della tastiera scompare l’alloggiamento per lo speaker presente nella generazione precedente.
Il cavo utilizzato per la connessione rimane lo stesso della generazione precedente, ma la posizione d’uscita si sposta dalla sinistra della tastiera all’angolo destro, sempre sul retro. Il controller interno della tastiera viene spostato sopra il tastierino numerico, e su di esso vengono montati direttamente i led di stato dei tasti di blocco.
La produzione di tastiere buckling spring a marchio IBM termina nel 1999. Da quel momento in poi, l'unico produttore di modelli Enhanced Keyboard di quarta generazione sul mercato diventa Unicomp, che dal 1999 inizia a produrre e vendere le Enhanced Keyboard di quarta generazione sotto il nome di Unicomp Customizer.

##### Unicomp Customizer (2001 - 2012) / Unicomp Classic Keyboard (2012 - in produzione)

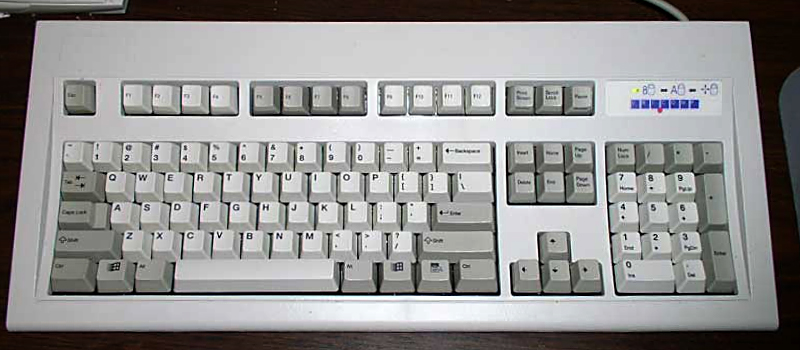
Unicomp Customizer con layout ANSI a 104 tasti, prodotta nel 2005. Rispetto ai modelli Enhanced Keyboard prodotti da IBM, i modelli prodotti da Unicomp presentano i due tasti Windows.

La Unicomp Customizer è una tastiera prodotta da Unicomp (dal 1999 fino al 2012) secondo gli standard di produzione delle IBM Enhanced Keyboard di quarta generazione. Fino al 2001, le Customizer prodotte da Unicomp presentavano un layout ISO a 102 tasti e uno ANSI a 101, ma da quell'anno in poi, in seguito all'introduzione dei tasti Windows, il numero di tasti salì a 105 per il layout ISO, e a 104 per quello ANSI.
Gli standard costruttivi delle Unicomp Customizer prodotte fino al 2003 ricalcano in pieno quelli delle Enhanced Keyboard di quarta generazione: il telaio è realizzato in ABS, e il fondo è rinforzato con una base d'appoggio per i tasti in acciaio; i tasti sono realizzati in PBT con scritte impresse tramite sublimazione termica, e utilizzano lo stesso sistema di stabilizzatori dei modelli Enhanced Keyboard di quarta generazione; la colorazione è la stessa; l'interfaccia di connessione è un cavo piatto PS/2 rimovibile. Dal 2003 in poi, Unicomp introduce un modello dotato di scocca nera, e tasti neri con indicazione visive bianche stampate a tampone, e un altro modello, sempre con scocca nera, ma con tasti grigi con indicazioni visive nere impresse di nuovo tramite sublimazione termica. Nel 2006, Unicomp cessa la produzione della Customizer con tasti neri, e sostituisce il cavo PS/2 della Customizer con una più moderna interfaccia di collegamento USB.
A partire dal 2012, Unicomp cambia il nome della Customizer in "Classic Keyboard". La Classic Keyboard viene prodotta in due colorazioni: scocca nera con tasti grigi e scocca grigia con tasti grigi.

### IBM Space Saving Keyboard (1987 - 1999)

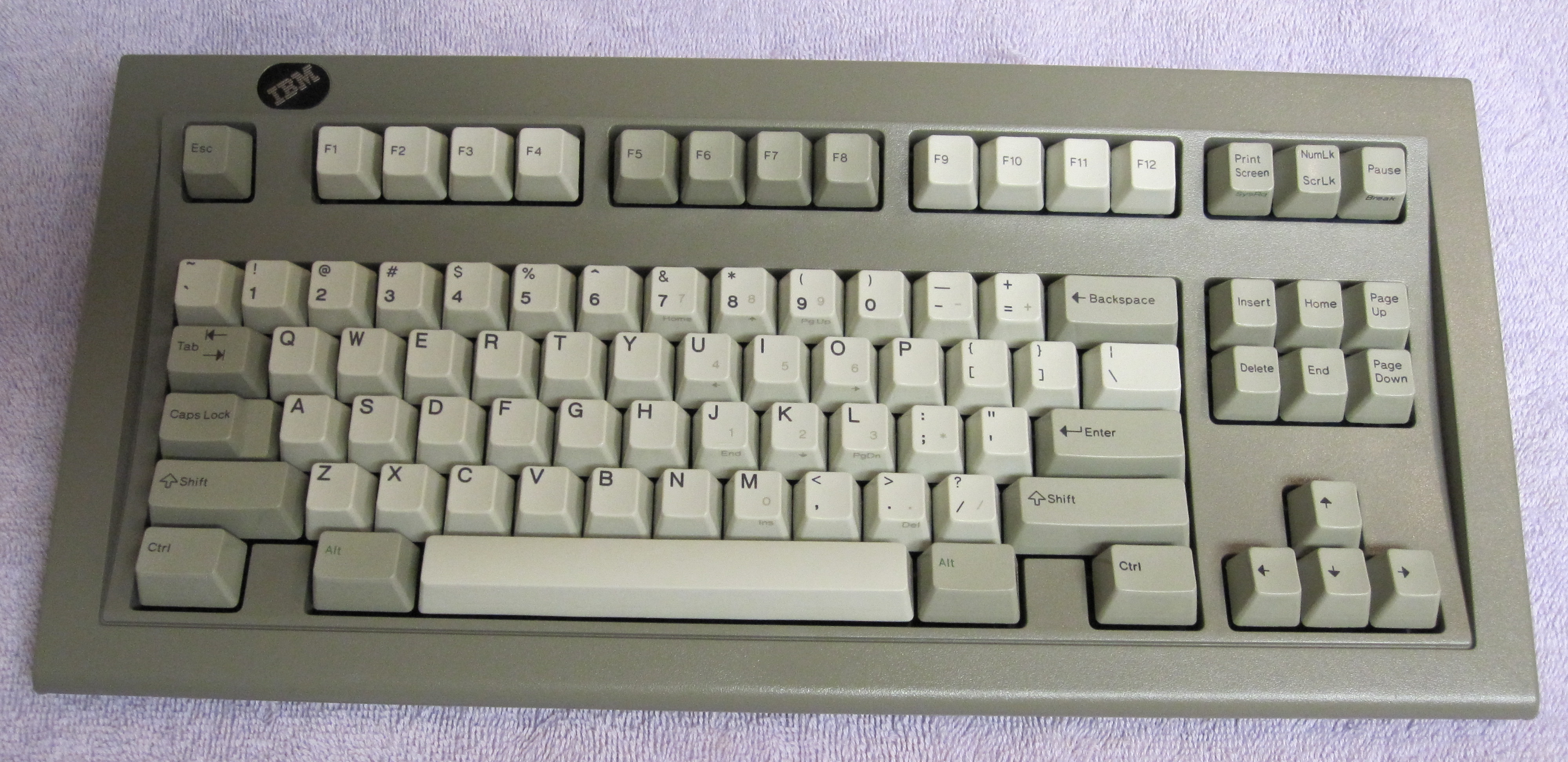
IBM Space Saving Keyboard con layout ANSI a 84 tasti

La Model M Space Saving Keyboard, nota anche con il nome di Model M Mini o Model M SSK, è una versione in scala ridotta della Enhanced Keyboard. La Space Saving Keyboard è stata prodotta da IBM, Lexmark, e Unicomp dal 1987 fino al 1999.
La Space Saving Keyboard ha molte caratteristiche costruttive in comune con la Enhanced Keyboard ma è priva del tastierino numerico. Il numero di tasti viene così ridotto a 84 per i modelli ANSI e ad 85 per i modelli ISO. Il telaio della tastiera è prodotto con la stessa plastica ABS, e presenta alla base la lastra d’acciaio di supporto presente anche nei modelli Enhanced Keyboard. Viste le dimensioni ridotte della tastiera, e di conseguenza anche della lastra d'acciaio alla base, la IBM Space Saving Keyboard risulta più leggera rispetto alla Enhanced Keyboard, e può pesare fino ad un massimo di 1.8 kg.
Nonostante il tastierino non sia presente, le sue funzioni sono comunque integrate all’interno della tastiera, e sono accessibili utilizzando il tasto NumLk/ScrLk o tramite la combinazione di tasti Shift + NumLk/ScrLk. Le indicazioni visive dei tasti normalmente presenti sul tastierino numerico sono impresse sulla superficie superiore, e su quella laterale frontale, dei seguenti tasti: M, ., /, J, K, L, :, U, I, O, 7, 8, 9.
| Schema della mappatura dei tasti della IBM Model M SSK | Schema della mappatura dei tasti della IBM Model M SSK | Schema della mappatura dei tasti della IBM Model M SSK   | Schema della mappatura dei tasti della IBM Model M SSK  | Schema della mappatura dei tasti della IBM Model M SSK |
| Tasto Model M SSK                                      | Tasto corrispondente del tastierino numerico           | Tasto navigazione corrispondente del tastierino numerico | Combinazione di tasti per tasto del tastierino numerico | Combinazione di tasti per tasto navigazione            |
| ------------------------------------------------------ | ------------------------------------------------------ | -------------------------------------------------------- | ------------------------------------------------------- | ------------------------------------------------------ |
| M                                                      | 0                                                      | Ins                                                      | NumLk + M                                               | Shift + NumLk + M                                      |
| .                                                      | .                                                      | Canc                                                     | NumLk + .                                               | Shift + NumLk + .                                      |
| /                                                      | /                                                      |                                                          | NumLk + /                                               |                                                        |
| J                                                      | 1                                                      | Fine                                                     | NumLk + J                                               | Shift + NumLk + J                                      |
| K                                                      | 2                                                      | Freccia Giù                                              | NumLk + K                                               | Shift + NumLk + K                                      |
| L                                                      | 3                                                      | PagGiù                                                   | NumLk + L                                               | Shift + NumLk + L                                      |
| :                                                      | *                                                      |                                                          | NumLk + :                                               |                                                        |
| U                                                      | 4                                                      | Freccia Sinistra                                         | NumLk + U                                               | Shift + NumLk + U                                      |
| I                                                      | 5                                                      |                                                          | NumLk + I                                               |                                                        |
| O                                                      | 6                                                      | Freccia Destra                                           | NumLk + O                                               | Shift + NumLk + O                                      |
| 7                                                      | 7                                                      | Home                                                     | NumLk + 7                                               | Shift + NumLk + 7                                      |
| 8                                                      | 8                                                      | Freccia Su                                               | NumLk + 8                                               | Shift + NumLk + 8                                      |
| 9                                                      | 9                                                      | PagSu                                                    | NumLk + 9                                               | Shift + NumLk + 9                                      |

#### IBM Space Saver II Keyboard (1999 - 2008)
I modelli della serie Space Saver II hanno lo stesso numero di tasti standard dei modelli Space Saving, ma presentano una disposizione dei tasti diversa da quella della serie Space Saving e tre tasti extra aggiuntivi. La loro produzione è iniziata nel 1999 ed è terminata nel 2008.
I modelli Space Saver II introducono un trackpoint stick rosso tra i tasti G, H e B, e tre tasti ulteriori sotto la barra spaziatrice. Il trackpoint stick è un piccolo joystick utilizzabile per controllare il movimento del puntatore del mouse, mentre i tre tasti posizionati sotto la barra spaziatrice sono utilizzati per emulare il click destro, il click sinistro, ed il comportamento della rotellina del mouse. I tasti Print Screen, NumLK e Pause sono abbassati all’altezza del tasto indietro, subito sopra i sei tasti sottostanti che scalano di una riga. Rispetto ad altri modelli della serie M, i modelli Space Saver utilizzano una tecnologia a membrana nota con il nome di buckling rubber sleeve.
Il telaio della IBM Space Saver II presenta alcune caratteristiche diverse da quello dei modelli Space Saving. I materiali costruttivi sono gli stessi della serie Space Saving, ma la scocca e i tasti sono neri invece che grigi. Il profilo dei tasti della Space Saver II è inoltre più basso rispetto a quello dei modelli buckling spring, e le indicazioni visive bianche presenti sono stampate a tampone invece che a sublimazione. Sulla parte posteriore del case, alla sinistra del cavo PS/2, è presente inoltre un ingresso PS/2 riservato ad un mouse: è possibile infatti collegare un mouse con questa interfaccia direttamente alla tastiera ed usarlo come dispositivo di puntamento per il pc, a patto che la macchina alla quale è collegata la tastiera disponga di un sistema operativo Windows.
Gli ultimi modelli della Space Saver II Keyboard sono stati prodotti, fino al 2008, da Unicomp sotto il nome di Mighty Mouse Keyboard. Rispetto alla Space Saver II originale, però, il modello Mighty Mouse presenta solo due tasti sotto la barra spaziatrice, e una disposizione di tasti diversa rispetto al modello IBM.

### IBM Selectric Touch Keyboard (1990 - 1995)

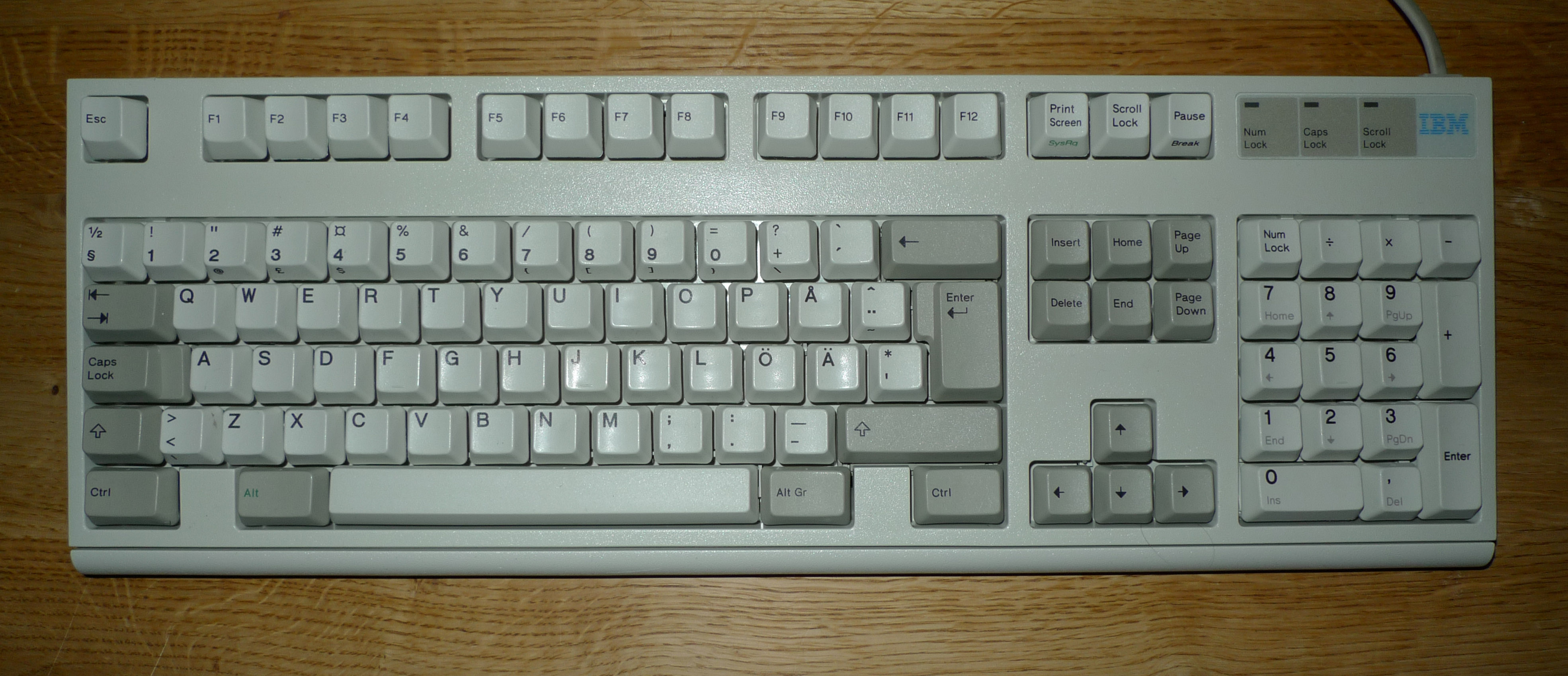
IBM Selectric Touch Keyboard con layout ISO svedese a 102 tasti, prodotta nel 1992.

La IBM Selectric Touch Keyboard, nota anche con il nome di serie di Model M2, è una versione a basso costo della Enhanced Keyboard. È stata prodotta da IBM a partire dal 1990, ed in seguito da Lexmark dal 1991 fino al 1995. I modelli di questa serie utilizzano, come tutti gli altri modelli della serie M, la tecnologia Membrane Buckling Spring, ma sono state realizzate anche delle varianti senza molle che utilizzano la tecnologia a membrana.
La Selectric Touch Keyboard presenta una struttura all’apparenza simile a quella della Enhanced Keyboard, ma essendo un modello a basso costo utilizza dei materiali di costruzione più sottili e meno pregiati. Il telaio della tastiera non presenta infatti più la tipica lastra d’acciaio dei modelli Model M, sostituita da una copertura in nastro isolante che occupa l’area di base interna della scocca; il telaio e la maschera superiore sono ancora realizzati in ABS, ma la plastica utilizzata è più sottile rispetto ai modelli della serie Model M fabbricati fino a quel momento. Questa soluzione rende la tastiera meno resistente, ma anche più leggera rispetto ai modelli precedenti: la Selectric Touch Keyboard pesa infatti 0.9 kg, 1.6 kg in meno rispetto alla Enhanced Keyboard originale.
La Selectric Touch Keyboard presenta un layout a 101 tasti per i modelli ANSI e a 102 tasti per i modelli ISO. Nonostante l’utilizzo di materiali meno pregiati per quanto riguarda il telaio, la Selectric Touch Keyboard presenta ancora tasti realizzati in PBT, ma il punto di aggancio che si trova sotto ogni tasto è più corto rispetto a quello dei modelli precedenti, e il profilo dei tasti è più basso rispetto a quello degli altri modelli buckling spring della serie M. I tasti orizzontali più grandi montano delle barre stabilizzatrici in plastica.
I modelli della serie M2 sono noti per la loro fragilità, sia sul piano della scocca sia su quello dell'elettronica. La Selectric Touch Keyboard è spesso soggetta a problemi riguardanti i suoi condensatori elettrolitici, che dopo periodi di lunga inattività possono smettere di funzionare. Inoltre, la qualità delle plastiche utilizzate non è molto elevata, e risultano particolarmente fragili le alette che tengono unite la maschera superiore e la scocca inferiore, gli stabilizzatori in ABS dei tasti più grandi, e soprattutto le barre stabilizzatrici in plastica dei tasti orizzontali più grandi.
La produzione della Selectric Touch Keyboard termina nel 1995, un anno prima che IBM riprenda il controllo degli stabilimenti di produzione ceduti a Lexmark.

### IBM Trackpoint II (dal 1994)

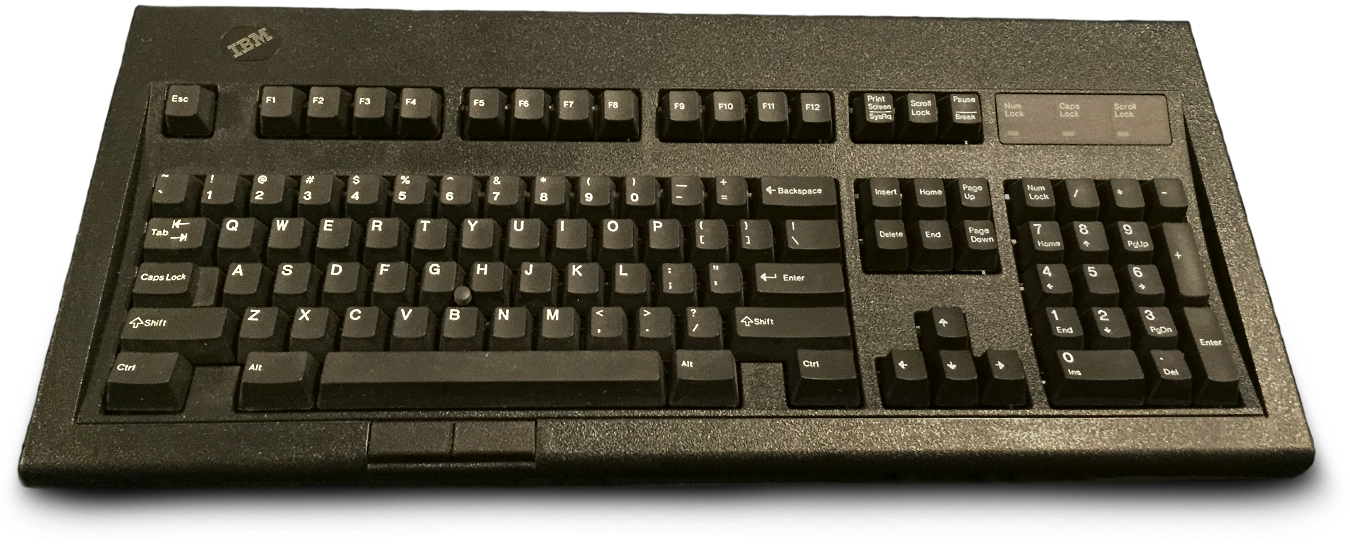
IBM Trackpoint II con layout ANSI a 102 tasti, variante con trackpoint stick nero.

La IBM Trackpoint II, nota anche con il nome di M13, è una tastiera prodotta per IBM da Lexmark tra il 1994 e il 1996, e da Maxiswitch tra il 1996 e il 1998. Dal 1996 viene prodotta da Unicomp, che ne ha cambiato il nome in Unicomp EnduraPro a partire dal 2000.
La IBM Trackpoint II presenta un layout a 102 tasti per la variante ANSI e a 103 tasti per la versione ISO. Oltre ai tasti previsti dagli standard del layout utilizzato, la Trackpoint II presenta uno stick di controllo rosso inserito tra i tasti G, H, e B, e due tasti extra posizionati sotto la barra spaziatrice. Lo stick di controllo viene utilizzato, come sul modello SpaceSaver, per controllare il puntatore del mouse. I due tasti sotto la barra spaziatrice vengono utilizzati per controllare il click sinistro e quello destro del mouse. I tasti sono realizzati in PBT, e sono tutti compatibili con gli altri modelli della serie Model M tranne i tasti G, H, e B, che presentano una forma particolare pensata per ospitare lo stick di controllo. I tasti possono essere neri con scritte bianche stampate a tampone, o grigi con scritte nere impresse tramite sublimazione termica, a seconda del colore della scocca.
Il telaio della Trackpoint II è realizzato in ABS ed è disponibile in due colori: grigio e nero. La piastra d’acciaio montata nella parte inferiore della tastiera è più sottile rispetto a quella della serie Enhanced Keyboard; lo stesso vale per la plastica utilizzata sulla maschera superiore. La tastiera così realizzata è più leggera rispetto ad altre tastiere della serie M che vantano lo stesso numero di tasti, ma è molto più fragile, specialmente la maschera superiore. Il cavo utilizzato per connettere la Trackpoint II al computer è un cavo non rimovibile PS/2 piatto, lungo dagli 1.5 m ai 3 m.

#### Unicomp EnduraPro (2000 - 2007)
A partire dal 2000, la IBM TrackPoint II viene prodotta e venduta da Unicomp con il nome di Unicomp EnduraPro.
Rispetto al modello originale, la EnduraPro introduce i due tasti windows, aumentando il numero di tasti standard a 104 per quanto riguarda il layout ANSI e a 105 per quello ISO. La Unicomp EnduraPro presenta le stesse caratteristiche costruttive della Trackpoint II, sia per quanto riguarda la costruzione dei tasti sia per la scocca, ma è disponibile solamente in una colorazione: nera con tasti grigi. Restano presenti i due tasti sotto la barra spaziatrice che hanno la funzione di emulare il click destro e il click sinistro del mouse, ma lo stick inserito tra i tasti G, H, e B non usa più la tecnologia Trackpoint II di IBM, bensì una tecnologia proprietaria Unicomp. Viene inoltre sostituito il cavo PS/2 in favore di un collegamento USB piatto e rimovibile.
La produzione della Endura Pro cessa nel 2007, e viene sostituita nel corso dello stesso anno dalla Unicomp SpaceSaver.

#### Unicomp SpaceSaver M / PC (2007 - in produzione)
La Unicomp Spacesaver presenta un layout ANSI a 105 tasti, e molte delle caratteristiche costruttive delle Enhanced Keyboard di quarta generazione. È considerata da Unicomp come l'erede della EnduraPro, e ne vengono prodotte due versioni: una per pc chiamata SpaceSaver PC, e una compatibile solo con i sistemi operativi apple chiamata SpaceSaver M.
Nonostante sia considerata da Unicomp come il successore della serie EnduraPro, i modelli Spacesever non presentano né il trackpoint stick, né i due tasti sotto la barra spaziatrice. È presente però, sotto la barra spaziatrice, una nicchia che doveva in origine ospitare i due pulsanti adibiti alle funzioni di tasto destro e di tasto sinistro del mouse.
Per evitare confusione tra i due modelli, Unicomp nel 2012 cambia il nome della SpaceSaverPC in Ultra Classic. La Ultra Classic è molto simile alla tastiera Classic prodotta sempre da Unicomp, ma è più leggera rispetto a quest'ultima perché la scocca viene prodotta utilizzando 225g in meno di plastica, ed inoltre presenta ancora la nicchia già vista nella serie SpaceSaver sotto la barra spaziatrice.

### IBM Adjustable Keyboard (1994 - 1995)

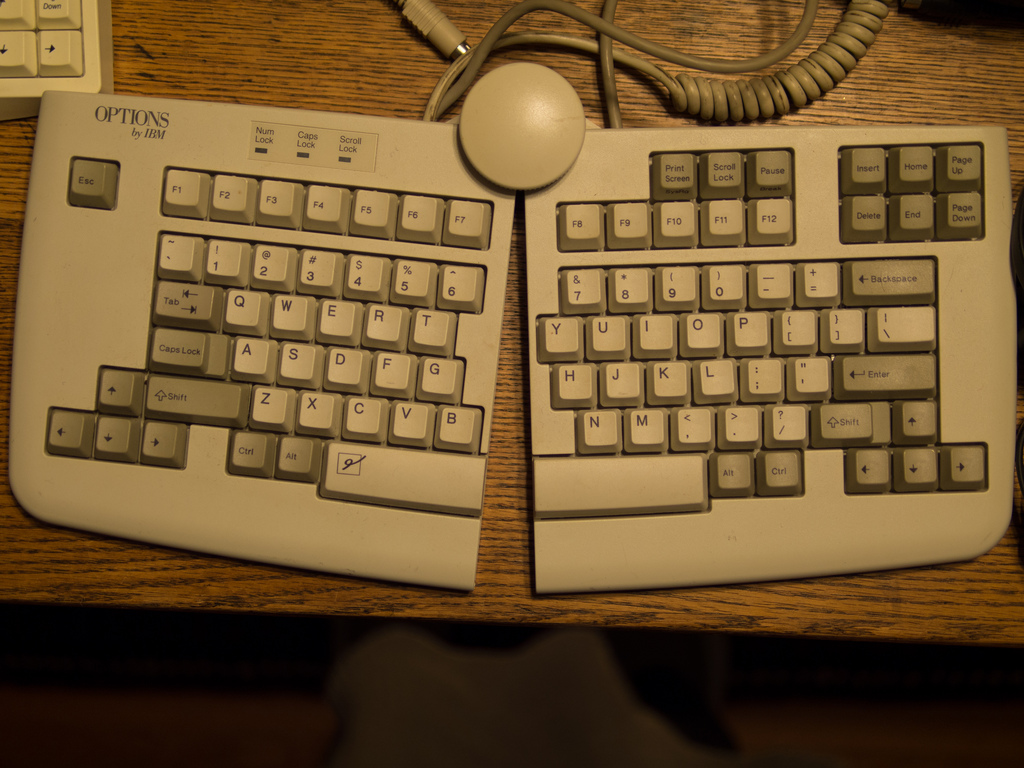
IBM Adjustable Keyboard prodotta per Options by IBM

La IBM Adjustable Keyboard, venduta anche con il nome di Lexmark Select-Ease Keyboard, è una tastiera ergonomica con layout divisibile e tasti Membrane Buckling Spring, prodotta da Lexmark per IBM dal 1994 fino al 1995.
Lexmark progettò la Adjustable Keyboard nel 1993, e ne iniziò la produzione l'anno successivo, producendola a marchio IBM, Options by IBM, e Lexmark. La produzione della Adjustable Keyboard terminò nel 1995, quando Lexmark concesse i diritti d'utilizzo del brevetto e i macchinari della linea di produzione a Maxiswitch, società americana all'epoca partner di IBM. Nonostante l'acquisizione dei diritti e dei macchinari per la produzione, Maxiswitch non produsse più i modelli della serie Adjustable Keyboard.
La Adjustable keyboard è una tastiera composta da due unità contenenti 40 e 47 tasti, agganciate ad uno snodo a sfera posto sulla parte superiore della scocca. Le due parti così connesse possono essere inclinate in orizzontale e in verticale a discrezione dell'utente, ma possono anche essere staccate dallo snodo, e utilizzate come due tastiere separate con layout complementare. La tastiera presenta inoltre un poggiapolsi agganciabile alla parte bassa della scocca, anche esso divisibile in due parti. Le due unità che compongono la tastiera posseggono tre regolatori di altezza a tre livelli ciascuna. La IBM Adjustable Keyboard prevede inoltre un tastierino numerico esterno da 17 tasti acquistabile separatamente, privo di poggiapolsi ma dotato di due regolatori d'altezza a tre livelli. Queste caratteristiche di design, e in particolare lo snodo a sfera, portarono Mark Goldstein, fondatore della Goldtouch, a fare causa a Lexmark per violazione del brevetto US 5424728 A. La disputa si risolse con la concessione di utilizzo del brevetto incriminato a Lexmark, che fu però costretta a indicare Mark Goldstein ed Elizabeth Goldstein come creatori del design della Adjustable Keyboard.
I materiali utilizzati per la costruzione della scocca sono gli stessi della serie Selectric Touch Keyboard, e come quest'ultima la Adjustable Keyboard utilizza tasti in PBT dal profilo più basso rispetto a quelli standard della serie M. La scocca della Adjustable Keyboard inoltre è priva della base in acciaio, e lo spessore della plastica ABS utilizzata per il telaio e per la maschera superiore è simile a quello dei modelli della serie Selectric Touch. L'interfaccia di connessione è quella PS/2, e la tastiera monta un cavo a spirale rimovibile a due uscite, con un ingresso separato per ogni parte della tastiera. Sul retro della scocca è inoltre presente un collegamento speciale riservato al tastierino numerico a 17 tasti. La tastiera, comprensiva del tastierino numerico, pesa 1.55 kg.
Il layout ANSI della tastiera conta 87 tasti, espandibili a 106 una volta aggiunto il tastierino numerico separato. Non esiste una versione ISO di questa tastiera realizzata da IBM o Lexmark. La tastiera presenta una disposizione di tasti non standard: la barra spaziatrice è divisa in due parti; è presente un set aggiuntivo di freccette sulla parte sinistra della tastiera; i tasti Print Screen, Screen Lock, e Pause sono posizionati rispettivamente sopra i tasti F10, F11, ed F12; il tasto ESC è spostato nell'angolo in alto a sinistra, fuori dalla colonna composta dai tasti CTRL, Shift, Caps Lock, Tab e -; i tasti Insert, Delete, Home, End, Page Up e Page Down sono spostati nell'angolo in alto a destra della tastiera; le luci di blocco, presenti nonostante la tastiera venisse venduta di base senza il tastierino numerico, si trovano sopra i tasti F2, F3, ed F4. La Adjustable Keyboard utilizza la tecnologia proprietaria di Lexmark chiamata Erase-Ease, attivabile tramite un interruttore sul retro della tastiera, che permette all'utente di trasformare uno dei due lati della barra spaziatrice nel tasto Indietro. È possibile cambiare il tasto designato per la funzione Indietro tramite la combinazione di tasti Shift sinistro + CTRL sinistro + Alt sinistro + Barra spaziatrice.